# 日本橋出版
日本橋出版（にほんばししゅっぱん）は、日本の出版社。ビジネス書分野の出版を中心とする、総合出版社である。

## 所在地
- 〒103-0023 東京都中央区日本橋本町2-3-15 共同ビル新本町5階

## 主な発行物
- 『分水嶺 濁流の果て』（若狭勝著）ISBN 978-4434257032

ほか